# 続・夕陽のガンマン
『続・夕陽のガンマン』（伊: Il buono, il brutto, il cattivo、英: The Good, the Bad and the Ugly、原題の意味は「善玉、悪玉、卑劣漢」）は1966年公開(日本では1967年公開)の叙事詩的マカロニ・ウェスタン映画である。
ユナイテッド・アーティスツ提供。監督はセルジオ・レオーネ。
クリント・イーストウッド、リー・ヴァン・クリーフ、イーライ・ウォラックがそれぞれ原題の善玉、悪玉、卑劣漢を演じている。脚本はフリオ・スカルペッリとルチアーノ・ヴィンチェンツォーニ、レオーネによって書かれた。エンニオ・モリコーネが作ったこの映画の音楽は現在でも有名である。また、この映画は『荒野の用心棒』（1964年）と『夕陽のガンマン』（1965年）から続く「ドル箱三部作」(正確にはドル三部作)の第3作目であるとされている。物語は、南軍の金貨を求めて南北戦争のアメリカを冒険する3人のガンマンを中心に展開する。この映画は西ドイツとイタリア、スペイン、アメリカの4か国の共同で制作された。
かつて日本で初めて劇場公開された当時は、『続・夕陽のガンマン/地獄の決斗』という題名だったが、ビデオが発売された時、『続・夕陽のガンマン』に改められた。また、1967年公開のマカロニ・ウェスタンに『新・夕陽のガンマン/復讐の旅』（原題：Da uomo a uomo）という作品があるが、本作及び『夕陽のガンマン』とは一切関係ない作品である。なお『続・夕陽のガンマン』という邦題ではあるが作品の中に夕陽が出てくる場面は1度も登場しない。
原題の Il buono, il brutto, il cattivo を直訳すると「善玉、卑劣漢、悪玉」であるが、英題（The Good, the Bad and the Ugly）では順番が変わって「善玉、悪玉、卑劣漢」となっている。
スティーヴン・ジェイ・シュナイダーの『死ぬまでに観たい映画1001本』に掲載されている。

## ストーリー
舞台は南北戦争の時代の荒野。
3人の賞金稼ぎが酒場に入った途端に銃撃戦となり、一人の男が店の窓を破って飛び出してきた。そして店内には3人の死体が横たわる。悪事を積み重ね2000ドルの賞金がかかったその男の名前はテュコ＜卑劣漢＞
不敵な笑みを浮かべた一人の殺し屋の男が荒野の一家を訪れた。その殺し屋はある兵士を追っており、その名前が知りたいという。名前を告げた一家の主は金は倍額出すから依頼を破棄して変わりにその雇い主を殺してくれと頼むが、雇い主からの依頼は反故にできないが、追加で依頼を受ける分には構わないという。殺し屋は一家の父子を射殺し雇い主に依頼を遂げたと告げ雇い主も葬る。その男の名前はエンジェル＜悪玉＞
賞金稼ぎの待ち伏せに遭い包囲されるテュコ、とその場に金髪で長身のガンマンが現れ、3人の賞金稼ぎを早撃ちで斃す。金髪の男は賞金首のお尋ね者であるテュコ本人を売って賞金を受け取り、縛り首で吊るされる寸前の縛り縄を長距離から狙撃で切断してテュコを逃走させては後で賞金を2人で山分けする商売を方方で繰り返していたが、テュコの賞金首の額が上限に達したため、商売に見切りをつけ荒野の真ん中でテュコを置き去りにして去る、その金髪の男の名前はブロンディ＜善玉＞
野垂れ死に寸前で町に到着したテュコは報復のためブロンディを付け狙い、嬲り殺しにしようとする。その道中、死にかけた兵士を乗せた馬車に遭遇、その兵士こそエンジェルが追っている兵士だったが既に致命傷を負い、息も絶え絶えの中ブロンディに大金の在り処を伝えて事切れた。
南北戦争の戦場を横目に3人の男達は、裏切り、痛めつけ、時には共闘し、出し抜こうと隠された20万ドル相当の硬貨の在り処を目指し、大金が眠る墓場に到着した3人は、20万ドルを総取りできる決闘で決着をつけようとする。
時間だけが過ぎゆく三つ巴の中、ブロンディの銃口が火を吹きエンジェルを倒し、テュコは予めブロンディによって弾丸を抜かれていた空のリボルバーを連射していた。あたかも三つ巴に見えた決闘だったが、テュコは陽動としてブロンディに踊らされていたに過ぎなかったのである。
テュコと組んで仕事をしていた時と同じく、20万ドルを山分けするブロンディだったがテュコに銃口を向けて縛り首にしたまま馬に乗り墓場を去るブロンディ、そのブロンディにありったけの謝罪と命乞いをするテュコ、木に吊られたテュコが縛り首の寸前、ブロンディのライフルの一射によって縛り縄が切られ地面に落ちたテュコは
硬貨が入った袋に頭をしたたかに打ち付け、ブロンディに対してありったけの汚い言葉と罵声を浴びせる。

## キャスト

### 主要キャスト
- クリント・イーストウッド - ブロンディ（名無しの男） 役
伊版では通称「Il Biondo（金髪の意）」ブロンディはトゥーコがつけたあだ名。善玉（字幕版「善玉」/吹き替え版「いい人」）。イタリアのオリジナル脚本ではJoeと表記される。
- リー・ヴァン・クリーフ - エンジェル・アイズ 役
伊版では通称「Sentenza（宣告などの意）」/字幕版「エンジェル」/吹き替え版「ハゲタカ」。悪玉（字幕版では「悪玉」/吹き替え版では「悪い奴」）
- イーライ・ウォラック - テュコ(トゥコ、トゥーコの表記もあり) 役
フルネームはTuco Benedicto Pacifico Juan María Ramírez。卑劣漢（字幕版「卑劣漢」/吹き替え版「汚ねえ奴」）

### その他のキャスト
- アルド・ジュフレ - 北軍の大尉、酔っぱらいの軍人
- マリオ・ブレガ - ウォレス伍長、捕虜収容所の軍人
- ルイジ・ピスティッリ - パブロ・ラミレス神父、テュコの兄
- アル・ミューロック - 隻腕の賞金稼ぎ
- アントニオ・カサス - スティーヴンス
- アントニオ・カサール - ビル・カーソン/ジャクソン
- セルジオ・メンディザバル - ブロンディ登場シーンでの、金髪の賞金稼ぎ
- ジョン・バーサ - 保安官、ブロンディに金を渡す
- クラウディオ・スカラチリ - ‘ペドロ’、テュコの仲間
- サンドロ・スカラチリ - ‘チコ’、テュコの仲間
- アントニオ・モリノ・ロホ - ハーパー大尉、セテンサを軍法会議にかけようとする
- ベニート・ステファネリィ - エンジェルの部下、テュコが殺害
- アルド・サンブレル - エンジェルの部下、ブロンディが殺害
- ロレンツォ・ロブレド - クレム、ブロンディが殺害
- エンゾ・ペティト - 銃砲店の店主
- リヴィオ・ロレンゾン - ベイカー、エンジェルを雇ってスティーヴンスを尋問
- ラダ・ラシモフ - マリア、ビル・カーソンの恋人
- チェロ・アロンソ - スティーヴンスの妻

## 日本語吹替
| 役名                           | 俳優                     | 日本語吹替                                             | 日本語吹替                                       |
| 役名                           | 俳優                     | NETテレビ版                                            | 完声版追加収録部分                               |
| ------------------------------ | ------------------------ | ------------------------------------------------------ | ------------------------------------------------ |
| ブロンディ                     | クリント・イーストウッド | 山田康雄                                               | 多田野曜平                                       |
| エンジェル・アイズ（ハゲタカ） | リー・ヴァン・クリーフ   | 納谷悟朗                                               | 納谷悟朗                                         |
| テュコ                         | イーライ・ウォラック     | 大塚周夫                                               | 大塚周夫                                         |
| ウォレス                       | マリオ・ブレガ           | 大宮悌二                                               | 木村雅史                                         |
| パブロ・ラミレス神父           | ルイジ・ピスティッリ     | -                                                      | 小島敏彦                                         |
| 北軍大尉                       | アルド・ジュフレ         | 小林清志                                               | 小林清志                                         |
| ビル・カーソン（ジャクソン）   | アントニオ・カサール     | 寺島幹夫                                               | -                                                |
| ペドロ                         | クラウディオ・スカラチリ | -                                                      | 小形満                                           |
| チコ                           | サンドロ・スカラチリ     | -                                                      | 間宮康弘                                         |
| ベイカー                       | リヴィオ・ロレンゾン     | -                                                      | 木村雅史                                         |
| マリア                         | ラダ・ラシモフ           | 東野アヤ子                                             | -                                                |
| ショーティ                     |                          | 北山年夫                                               | -                                                |
| 農夫                           |                          | 宮川洋一                                               | -                                                |
| 判事                           |                          | 千葉順二                                               | -                                                |
| ホテルの主人                   |                          | 加藤治                                                 | -                                                |
| ガンマン                       |                          | 渡部猛                                                 | -                                                |
| ガンマン                       |                          | 飯塚昭三                                               | -                                                |
| 軍医                           |                          | 蟹江栄司                                               | -                                                |
| 女使用人                       |                          | 赤木葉子                                               | -                                                |
| 女                             |                          | 中島喜美栄                                             | -                                                |
| ミルトン                       |                          | -                                                      | 宮澤正                                           |
| ラモン                         |                          | -                                                      | 星野充昭                                         |
| 南軍兵士                       |                          | -                                                      | 藤吉浩二                                         |
| 司令官                         |                          | -                                                      | 小島敏彦                                         |
| 日本語版制作スタッフ           |                          |                                                        |                                                  |
| 演出                           |                          | 内池望博                                               | 伊達康将                                         |
| 翻訳                           | 宍戸正（字幕翻訳）       | 木原たけし                                             | 谷津真理                                         |
| 選曲                           |                          | 東上別符精                                             |                                                  |
| 効果                           |                          | 芦田公雄 熊耳勉                                        |                                                  |
| 調整                           |                          | 前田仁信                                               |                                                  |
| 解説                           |                          | 淀川長治                                               |                                                  |
| 製作                           |                          | 東北新社                                               | 東北新社                                         |
| 初回放送 発売日                |                          | 1973年10月7日 『日曜洋画劇場』 21:00-23:30（拡大放送） | 2009年12月11日発売 『夕陽コレクターズBOX』初収録 |

2009年12月11日、セルジオ・レオーネ監督の生誕80周年を記念して『夕陽のガンマン』『続・夕陽のガンマン』、『夕陽のギャングたち』を収録した6枚組のDVDセットが日本で発売された。「セルジオ・レオーネ 生誕80周年記念 夕陽コレクターズBOX -日本語吹替完声版- 」と題され、『夕陽のガンマン』、『続・夕陽のガンマン』はテレビ放送でカットされた部分の吹き替えが追加収録されている。イーストウッドの吹き替えは逝去した山田康雄の代わりに多田野曜平が担当し、それ以外の主要な役は納谷、大塚、小林らテレビ版のオリジナルキャストが再び声を当てている（「続・夕陽のガンマン アルティメットエディション」に収録されていた日本語吹き替えは再放送時の短尺版だが、「日本語吹替完声版」では初回放送の最長版がはじめてDVDに収録された）。

## 概要
『ドル箱三部作』のうち前2作で北米での配給のみ担当していたユナイテッド・アーティスツが、唯一製作にも関わった作品である。本作は1500人の地方兵をエキストラに使い、60トンの爆薬を使用し、160万ドルで製作された（ただし、当時のハリウッド映画としてはむしろ低予算である）。映画のロケーション撮影はスペインで行われた。本作品はセルジオ・レオーネの他の監督作品である『荒野の用心棒』、『夕陽のガンマン』と共にゆるやかな三部作を構成している。また、この映画の「ブロンディ」は、イーライ・ウォラック演じるテュコが付けたあだ名である。
ファンの中には、本作品は前二作よりも過去の話だと解釈する者もいる。イーストウッド演じるブロンディが映画の中盤になって前二作のトレードマークの青いシャツ・ベスト・テンガロンハットをエンジェルから貰って着用し、終盤になって南軍の兵士が倒れている戦場からポンチョを手に入れ着るからである。本作で手に入れたポンチョの柄は、『荒野の用心棒』、『夕陽のガンマン』で着用しているものとほぼ同一であり、三部作の関連性と時系列を想起させるものである。しかし公式には、三部作にはつながりや順番を示す動機等描かれてない。マカロニ・ウェスタンの研究家クリストファー・フレイリングは、『セルジオ・レオーネ―西部劇神話を撃ったイタリアの悪童』の中で、これら三つの映画はレオーネも共同の脚本家も、同じ人物の物語とは意図していなかったと指摘している。もっとも、UAは、イーストウッドの「名無しの男」と呼ばれる三作はシリーズ物であると宣伝した。
また、本作は南北戦争時代を舞台としているので、前二作で主に使用された銃であるコルト・シングル・アクション・アーミーは1873年より製造され始めたため使われていない。ブロンディーはコルトM1851・ネイヴィーを使用（ただし、前二作と同様グリップには蛇の模様は描かれている）。テュコも蛇の模様は無いが同様のコルトM1851を使用し、セテンサはレミントンM1858・ニューアーミーを使用している。以上のように、疎かに描写されがちな銃器を精密に描いた、銃器時代考証も見どころと評される。一方、テュコが銃砲店で拳銃を選ぶシーンでは、シリンダーの回転音に耳を澄ませたり、分解を手早く行ってバレルをのぞき込むなど、ガンマニアをも楽しませる描写がある。これらの銃は本来パーカッション方式であるが、メタルカートリッジを装填出来る様に改造されたコンバージョンモデルである。イーストウッドが監督・主演を務めた『ペイルライダー』のプリーチャーが使うレミントンも、コンバージョンモデルである。
また、この映画はレオーネの特徴的な演出でも有名である。つまり、少ない会話、ゆっくりとクライマックスを築く長いシーン、遠景のショットと人物の目や手への極端なクローズアップの対比、といった特徴である。この映画の最初の10分には、何の会話もない。映画中のセリフのほとんどはテュコのものである。

## 音楽
『続・夕陽のガンマン』の音楽はエンニオ・モリコーネによるものである。一連のリフに砲声や口笛が混ぜられているテーマ曲は、コヨーテの遠吠えに似せたつもりだったと彼は語っている。墓地におけるクライマックスの音楽は、まず「黄金のエクスタシー」（原題：L'Estasi Dell'Oro）が流れ、次の三人による対決には「トリオ」（原題：Il Triello）が流れる。モリコーネの楽曲は、この三人の対決を盛り上げている。
モチーフは『ロボット8ちゃん』のエンディング曲『赤い夕陽のバラバラマン』に引用された。

## DVD・Blu-ray
- 続・夕陽のガンマン 特別版（DVD）
1999年7月2日発売。162分（国際版）。音声：英語（モノラル）。発売元：ワーナー・ホーム・ビデオ
特典：オリジナル劇場予告編、イタリア公開版未公開シーン集（7種）、プロダクション・ノート、マカロニ・ウェスタンについて（文字情報）
- 続・夕陽のガンマン（DVD）
2000年5月1日発売。発売元が変わりジャケット等が変更されたのみでディスク内容は上記国内初版と全く同じ。発売元：20世紀フォックス ホーム エンターテイメント ジャパン
- 続・夕陽のガンマン アルティメット・エディション（2枚組DVD）
2004年11月5日発売。178分。音声：英語（5.1chリミックス）、日本語（モノラル）、イタリア語（モノラル）、音声解説(映画評論家リチャード・シッケル)。発売元：20世紀フォックス ホーム エンターテイメント ジャパン
全米公開時にカットされたシーンやプレミア上映時に存在したシーンを復活させ、音声を5.1chにリミックスした完全版。それらの追加シーンはイタリア語音声しか無かったためイーストウッドとウォーラックは新たにアフレコを行なった。また、日本語音声は1975年4月27日放送の日曜洋画劇場版（2時間枠）を収録しているため、本編の半分にも及ぶシーンが字幕に切り替わっていた。
特典：メイキング（2種）、ドキュメンタリー（2種）、モリコーネの音楽と「続・夕陽のガンマン」、未公開シーン集、ポスター・ギャラリー、オリジナル劇場予告編、隠しコマンド（4種）、劇場ポスター復刻カードセット（封入）。デジパック仕様。
- 続・夕陽のガンマン アルティメット・コレクション（2枚組DVD）
2006年8月23日発売。上記「アルティメット・エディション」のジャケット、ディスクレーベル等が変更されたのみでディスク内容はdisc1、2ともに全く同じ。発売元：ソニー・ピクチャーズ エンタテインメント
- 続・夕陽のガンマン アルティメット・エディション〈スタジオ・クラシック・シリーズ〉（2枚組DVD）
2007年2月2日発売。2004年発売のアルティメット・エディションをスタジオ・クラシック・シリーズとしてジャケットを変えて再発売したもの。発売元：20世紀フォックス ホーム エンターテイメント
- 続・夕陽のガンマン アルティメット・エディション（「セルジオ・レオーネ生誕80周年記念 夕陽コレクターズBOX -日本語吹替完声版- 」収録）（2枚組DVD）
2009年12月16日発売。『夕陽のガンマン』、『夕陽のギャングたち』と同時収録。映像仕様、特典映像等、日本語吹き替え音声以外は既発売アルティメット・エディションと全く同じ。発売元：20世紀フォックス ホーム エンターテイメント ジャパン
これまで日本語吹き替え音声には2時間枠の「日曜洋画劇場」で放送された際のテレビ版が収録されていたが、このDVDのために一般から初回放送の2時間半枠の音源（1973年10月7日放送版）を募集し、さらにオンエアではカットされていた部分と上記の完全版で追加されたシーンの合計57分にも及ぶシーンを追加収録（および一部のセリフを再録）して日本語吹き替えの完全版（日本語吹替完「声」版）が制作された。
- 続・夕陽のガンマン（Blu-ray）
2009年8月28日発売。2004年発売のアルティメット・エディションをブルーレイ化して発売。「夕陽コレクターズBOX」発売前のため、「日本語吹替完声版」は収録されていない（2009年以降も再発売されているがいずれも「完声版」は未収録）。
- 続 夕陽のガンマン MGM90周年記念ニュー・デジタル・リマスター版（Blu-ray）
2014年7月2日発売。本編は4Kデジタル・トランスファー・マスターを採用。ブルーレイとして初めての「日本語吹替完声版」が収録された。
- 続・夕陽のガンマン／地獄の決斗（Blu-ray）
2024年11月27日発売。発売元がキングレコードに移行。映像は2009年盤ブルーレイのマスターを使用。日本語吹替は2時間枠の日曜洋画劇場版と「日本語吹替完声版」の2種類収録。